# Neumühle (Hummeltal)
Neumühle ist ein Gemeindeteil der Gemeinde Hummeltal im  Landkreis Bayreuth (Oberfranken, Bayern). Neumühle liegt in der Gemarkung Hinterkleebach.

## Geografie
Die Einöde liegt im Talgrund der Püttlach an deren Oberlauf. Ein Anliegerweg führt 300 Meter südlich zu einer Gemeindeverbindungsstraße, die in Richtung Nordwesten nach Moritzreuth verläuft und in Richtung Südosten zur Kreisstraße BT 43.

## Geschichte
Neumühle gehörte zur Realgemeinde Moritzreuth. Gegen Ende des 18. Jahrhunderts bestand der Ort aus einem Anwesen. Die Hochgerichtsbarkeit stand dem bayreuthischen Stadtvogteiamt Bayreuth zu. Das Hofkastenamt Bayreuth war Grundherr der Mühle.
Von 1797 bis 1810 unterstand der Ort dem Justiz- und Kammeramt Bayreuth. Mit dem Gemeindeedikt wurde Neumühle dem 1812 gebildeten Steuerdistrikt Hinterkleebach und der im gleichen Jahr gebildeten Ruralgemeinde Moritzreuth zugewiesen. Mit dem Gemeindeedikt von 1818 erfolgte die Umgemeindung nach Hinterkleebach. Am 1. Mai 1978 wurde Neumühle im Zuge der Gebietsreform in Bayern in die Gemeinde Hummeltal eingegliedert.

### Einwohnerentwicklung
| Jahr      | 001819 | 001822 | 001861 | 001871 | 001885 | 001900 | 001925 | 001950 | 001961 | 001970 | 001987 | 002022 |
| Einwohner | *      | 6      | 8      | 9      | 7      | 9      | 4      | 7      | 4      | 3      | 2      | 1      |
| Häuser    |        | 1      |        |        | 1      | 1      | 1      | 1      | 1      |        | 1      |        |
| Quelle    | [ 9 ]  | [ 6 ]  | [ 10 ] | [ 11 ] | [ 12 ] | [ 13 ] | [ 14 ] | [ 15 ] | [ 16 ] | [ 17 ] | [ 18 ] | [ 1 ]  |

## Religion
Neumühle ist evangelisch-lutherisch geprägt und nach St. Michael (Lindenhardt) gepfarrt.

## Verkehr
Vom ÖPNV wird die Neumühle nicht bedient, die nächstgelegene Bushaltestelle befindet sich an der Staatsstraße 2163. Der am schnellsten erreichbare Bahnhof befindet sich in Creußen an der Bahnstrecke Schnabelwaid–Bayreuth und der nächste Fernbahnhof ist der Hauptbahnhof in Bayreuth.